# Цікаві факти
Цікаві факти (англ. Fun Facts) — кооперативна гра для вечірок, створена автором ігор Каспером Лаппом, яка вийшла в 2022 році у бельгійському видавництві Repos Production. У 2023 році гру було номіновано на премію Spiel des Jahres разом із Dorfromantik і Наступна станція Лондон. В Україні гра локалізована видавництвом Lord of Boards.

## Тема та компоненти
У грі Цікаві факти гравці намагаються розташувати числові відповіді інших гравців на різні запитання в правильному порядку відносно відповідей інших. Це нагадує гру ТОП 10, номіновану на Spiel des Jahres у 2022 році. Гравці діють кооперативно, тобто спільно намагаються визначити правильний порядок відповідей, щоб перемогти разом.
До комплекту гри входять правила, 195 карток із запитаннями, вісім пластикових табличок у формі стрілок, вісім маркерів, зірка для позначення початку раунду та таблиця для підрахунку балів.

## Ігровий процес
На початку гри перемішуються всі картки запитань, і вісім із них кладуться горілиць в центрі столу; інші картки в грі не використовуються. Кожен гравець отримує табличку-стрілку та маркер і пише своє ім’я на одному боці стрілки. Один із гравців отримує стартову зірку та кладе її перед собою.
Перший гравець відкриває одну з карток запитань і зачитує її вголос. Усі гравці одночасно й таємно записують числову відповідь на зворотному боці своєї стрілки та кладуть її на стіл сорочкою догори. Кожен гравець має розмістити свою стрілку вище, нижче або між іншими стрілками в залежності від того, як він оцінює свою відповідь порівняно з іншими. У цій фазі гри, як і до неї, спілкування між гравцями заборонено. Після того, як усі стрілки будуть викладені, стартовий гравець може ще раз змінити положення своєї стрілки, після чого всі стрілки починають відкриватися, починаючи з найменшого значення.
Після відкриття неправильно розташовані стрілки видаляються, залишаючи правильний порядок від найменшого до найбільшого значення. За кожну правильно розміщену стрілку гравці отримують бал, який заноситься на зірку. Після одного раунду зірка передається наступному гравцеві, і гра триває з новим стартовим гравцем. Після восьми раундів гра закінчується, а фінальний результат порівнюється з оцінками, наведеними в правилах гри.

## Розробка
Гру Цікаві факти створив Каспер Лапп, і вона була випущена у 2022 році бельгійським видавництвом Repos Production на англійській, німецькій, польській, італійській, іспанській, угорській, україніській та нідерландській мовах.
Гра отримала позитивні відгуки на багатьох платформах. У травні 2023 року гру Цікаві факти було номіновано на премію Spiel des Jahres разом із Dorfromantik і Наступна станція Лондон . Журі так пояснило своє рішення :
|  | «Цікаві факти» — це набагато більше, ніж звичайна гра для знайомств – серед невинних запитань трапляються глибокі питання, які рідко обговорюються у повсякденному житті, наприклад, щодо власної креативності, рівня сором'язливості чи амбіцій. Таким чином, можна дізнатися не лише щось нове про інших, а й про себе та те, як інші бачать тебе. Це гра, яка запрошує до роздумів. |

Гаральд Шраперс у своїй рецензії на гру зазначає, що йому «Цікаві факти більше подобається у вузькому колі родини та друзів. Якщо дуже вибірково усувати невідповідні завдання, можна створити веселі раунди». Він оцінив гру на чотири з шести можливих балів.